# Sovetskoye Shampanskoye

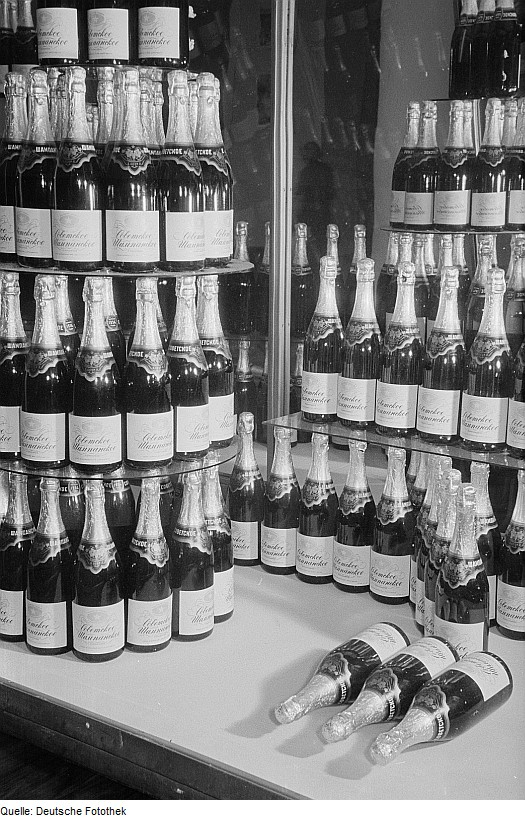
Tranh quảng cáo sâm panh Xô viết năm 1952.

Sovetskoye Shampanskoye (tiếng Nga: Советское Шампанское tức 'Sâm panh Xô viết') là một nhãn hiệu chung của vang nổ sản xuất tại Liên bang Xô viết và các quốc gia kế thừa. Loại vang này thường được sản xuất bằng các giống nho Aligoté và Chardonnay.
Sau khi Liên Xô giải thể, các tập đoàn tư nhân ở Belarus, Nga và Ukraina mua quyền sử dụng nhãn hiệu "Sâm panh Xô viết" và bắt đầu sản xuất. "Sâm panh Xô viết" cho đến giờ vẫn được sản xuất bởi những tập đoàn này, sử dụng tên chung làm nhãn hiệu.